# Киласония, Варлам Тамазович
Варла́м Тама́зович Киласо́ния (груз. ვარლამ თამაზის ძე კილასონია; 13 августа 1967, Рустави, Грузинская ССР, СССР) — советский и грузинский футболист, нападающий.

## Карьера

### Клубная
Вместе с младшим братом Георгием начинал играть в «Металлурге» из Рустави. Также вместе они играли в российском «Локомотиве» из Санкт-Петербурга (1995—1996), украинском «Днепре» из Днепропетровска (1996—1998), азербайджанском «Туране» из Товуза, «Горде» из Рустави.
В 1996 году стал лучшим бомбардиром Первой лиги России — 22 мяча в 34 матчах. В матче против «Зари» из Ленинск-Кузнецкого (9:0) установил рекорд Первой лиги, забив 7 мячей, при этом не реализовал пенальти.

### Тренерская
В 2008—2009 был главным тренером «Олимпи» (Рустави). В дальнейшем вновь тренировал эту команду, ставшую называться «Металлург», потом — «Рустави», также был главным тренером ФК «Рустави», «Сиони» (Болниси), «Мерани» (Мартвили). «Сиони» в 2025 году возглавил в третий раз.